# 鵜戸神宮

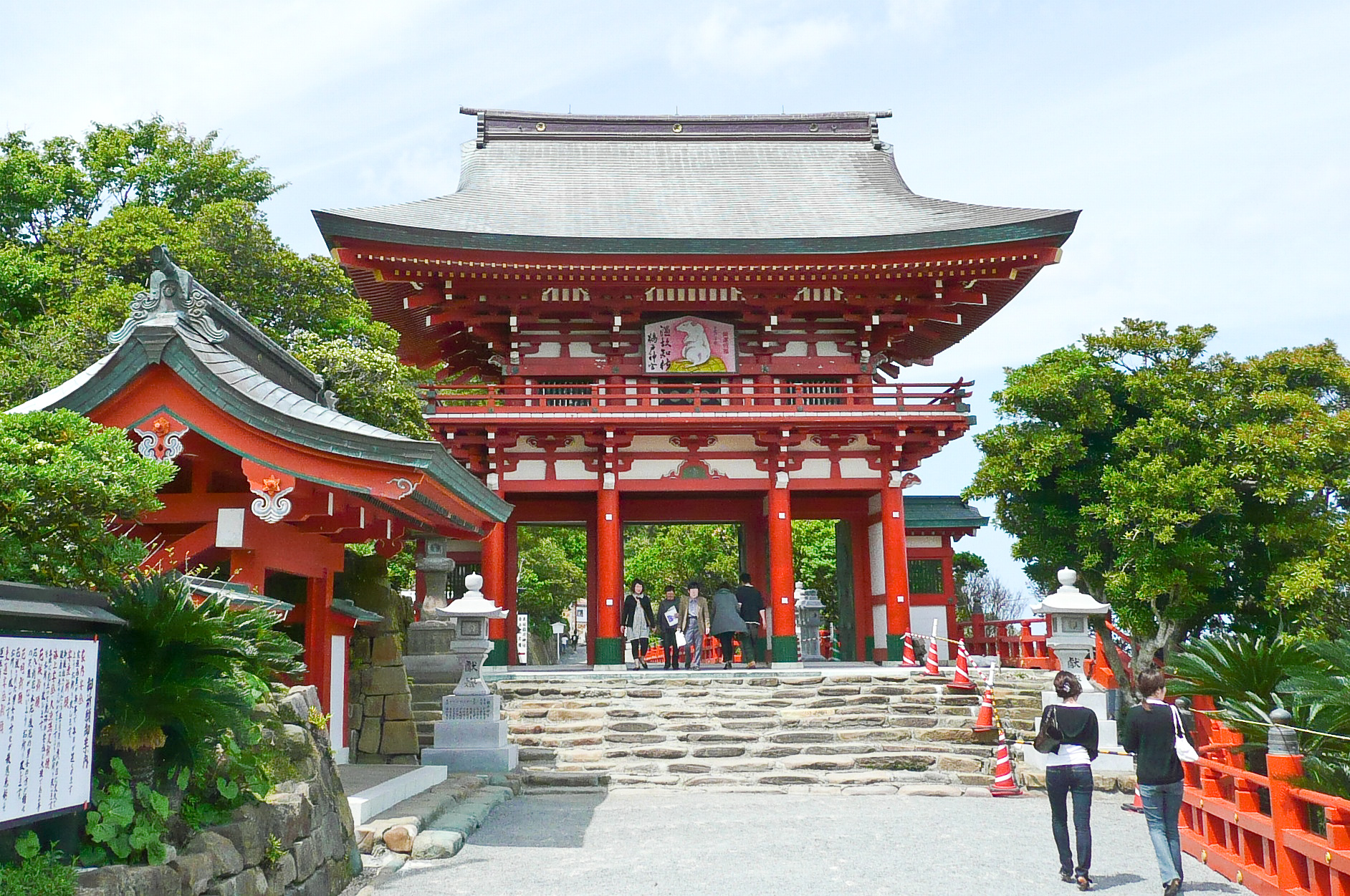
楼門

鵜戸神宮（うどじんぐう）は、宮崎県日南市にある神社である。旧社格は官幣大社で、現在は神社本庁の別表神社に指定されている。
日向灘に面した断崖の中腹、東西38m、南北29m、高さ8.5mの岩窟（海食洞）内に本殿が鎮座し、参拝するには崖にそって作られた石段を降りる必要があり、神社としては珍しい「下り宮」となっている。境内地を含む付近の海岸は、波の浸食を受け形成された海食洞や波食棚が多くあり名勝に指定されている。

## 社名
「ウド」は、空（うつ）、洞（うろ）に通じる呼称で、内部が空洞になった場所を意味し、祭神名の「鸕鷀（う）」が鵜を意味するのに因んで、「鵜戸」の字を充てている。古くは「鵜戸権現」とも称されたが、1868年（明治元年）の神仏判然令によって権現号を廃し、1869年（明治2年）「鵜戸神社」と改称。1874年（明治7年）に神宮号が宣下されて現社名となった。

## 祭神
- 日子波瀲武鸕鷀草葺不合尊（ひこなぎさたけうがやふきあえずのみこと）
- 大日孁貴（おおひるめのむち）（天照大御神）
- 天忍穂耳尊（あめのおしほみみのみこと）
- 彦火瓊々杵尊（ひこほのににぎのみこと）
- 彦火々出見尊（ひこほほでみのみこと）
- 神日本磐余彦尊（かむやまといわれひこのみこと）（神武天皇）

日子波瀲武鸕鷀草葺不合尊を主祭神とし、相殿に大日孁貴以下の皇祖神と神武天皇を祀る。主祭神降誕の地とされ、縁結び・夫婦和合・子授け・安産などの信仰を集めている。また境内には主祭神の陵墓とされる古墳もある。

## 歴史
創祀の年代は不詳であるが、古代以来の海洋信仰の聖地で、社伝によれば、本殿の鎮座する岩窟は豊玉姫が主祭神を産むための産屋を建てた場所で、その縁により崇神天皇の御代に上記6柱の神を「六所権現」と称して創祀され、推古天皇の御代に岩窟内に社殿を創建して鵜戸神社と称したと伝える。また、延暦元年（782年）、光喜坊快久という天台僧が桓武天皇の勅命を蒙って別当となり、神殿を再建するとともに、別当寺院を建立し、天皇より「鵜戸山大権現吾平山仁王護国寺（うどさんだいごんげんあびらさんにんのうごこくじ）」の勅号を賜わったとも伝える。
平安時代以来、海中に聳える奇岩怪礁とも相俟って、修験道の一大道場として「西の高野」とも呼ばれる両部神道の霊地として栄えた。中世以後、伊東氏の崇敬を受け、永禄3年（1560年）に伊東義祐によって社殿が再興された。江戸時代初期の寛永8年（1631年）には飫肥藩主伊東祐慶による造替、同18年（1641年）にも同藩主伊東祐久による修復が行われた。その後も正徳元年（1711年）に同藩主伊東祐実による造替が、明和7年（1770年）に修復が行われた。
明治元年（1868年）の神仏判然令によって別当寺院の仁王護国寺を廃し、1874年（明治7年）に「神宮号」が宣下されるとともに官幣小社に列した。1889年（明治22年）に社殿を改修、1895年（明治28年）に官幣大社に昇格し、第二次世界大戦後は神社本庁の別表神社となっている。1965年（昭和40年）、NHKの朝の連続テレビ小説『たまゆら』の舞台に宮崎が選ばれたことも手伝って、昭和40年代には新婚旅行の定番地となった。1968年（昭和43年）に本殿及び末社を修復したが、1970年（昭和45年）、文政年間（1818～30年）に建てられた茅葺書院造の社務所を原因不明の火災により焼失し、それとともに古文書類の大半を失った。1997年（平成9年）に屋根の葺き替えと漆の塗り替えを施したのが現在の社殿である。
潮風が吹く場所であるため、境内にある住吉神社の屋根は、銅製から腐食に耐えるチタン製に葺き替えられた。神宮本殿でも同様の改修が検討されている。

## 祀官
前述の通り、古来から仁王護国寺が別当寺院として管掌して来た。社伝によれば、初代別当職は快久が勤め、第8世以後3代の別当職を仁和寺門跡が兼ねたという。すなわち、当初は天台宗であり、後に真言宗に、そこから更に新義真言宗に改まったようである。別当は智積院で学び、仁和寺で任官する習わしで、明治維新までは仁王護国寺を仁和寺が所管し、18の寺坊が神門に至る八丁坂参道の両脇に並んでいたが、明治の神仏分離で、第59世の観空法院を最後に廃され、寺坊も悉く棄却された。

## 神事
仁王護国寺の下、江戸時代までは修験道式の修法が行われたが、明治以降は神道式に改まった。

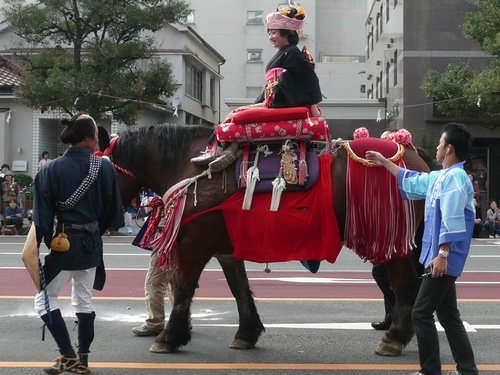
ミスシャンシャン馬（宮崎神宮大祭、2008年）

- シャンシャン馬道中（3月末の日曜日） - 当地の古俗として、新婚夫婦は神に報告するためにシャンシャン馬という鈴を付け鞍に赤い毛布を敷いた馬に花嫁を乗せて参詣する習わしがあり、花婿は手綱を取って青島から七浦七峠という難所含みの日南海岸道中を往復した。元禄年間（1688～1704年）に始められたものというが、「シャンシャン馬道中唄」という民謡の題材ともなっている。しかし、明治の中頃から廃れ、現在はこの行事と宮崎神宮の宮崎神宮大祭に催し物として行われるもののみが、その名残りとなっている。

## 境内

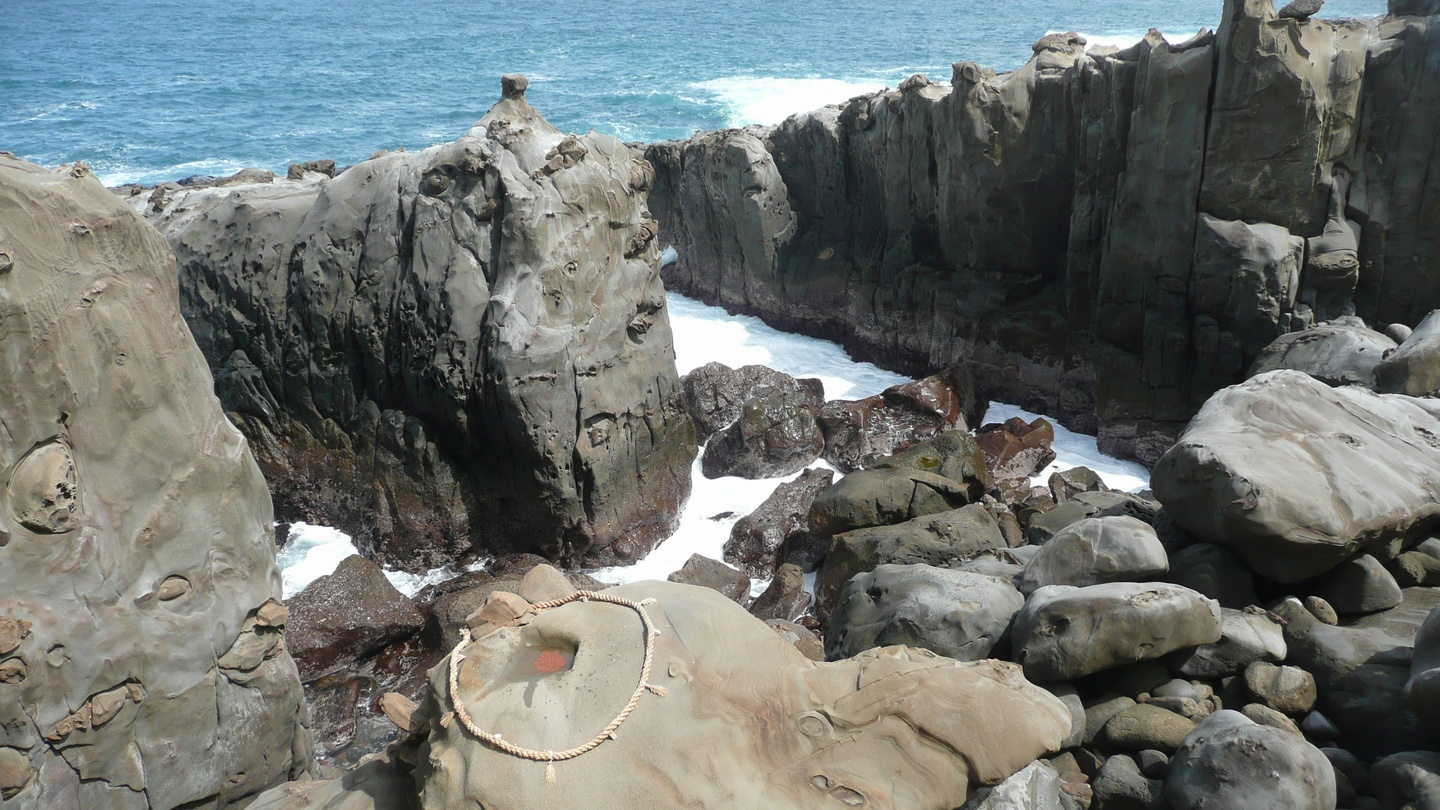
霊石亀石

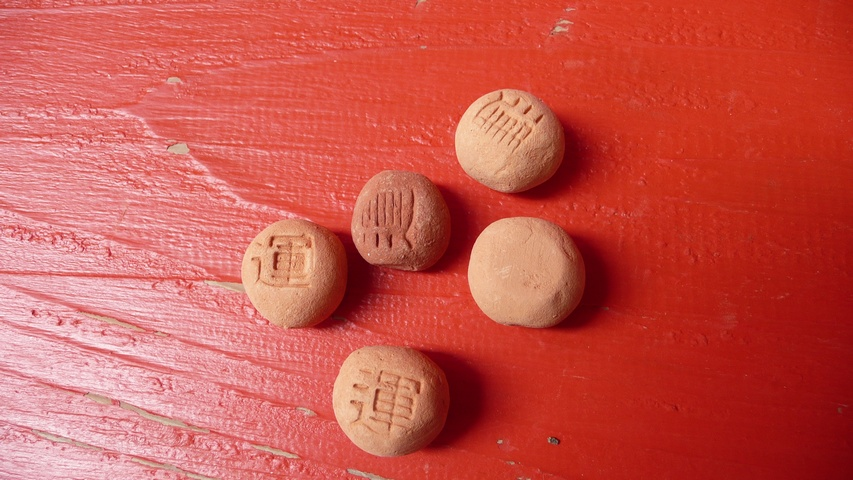
運玉

- 鵜戸千畳敷奇岩 - 「鬼の洗濯板」ともよばれる波状岩。文化財の項・宮崎県指定文化財「鵜戸千畳敷奇岩」で詳述。
- 八丁坂参道 - 吹毛井の港から神門まで約八丁（約870メートル）の長さにわたる石段参道。文化財の項・日南市指定文化財「鵜戸山八丁坂」で詳述。
- 神門
- 楼門
- 千鳥橋
- 玉橋 - 「神橋」とも呼ばれ、釘を一切用いない橋板36枚からなる反橋で、金剛界37尊を現す（36枚の橋板が36尊を、橋を渡る本人が1尊を現す）と伝える。宝暦10年（1760年）に別当隆岳が撰述した『鵜戸玄深記』に、往古よりこの橋を境に不浄の履き物を禁じているとの記述があり、ここから先は裸足で参詣する習いであったが、戦後にその風習は廃止された。
- 本殿 - 主祭神の産殿の跡とされる海食洞の巨大な岩窟内に建つ朱色の社殿が建つ。文化財の項・宮崎県指定文化財「鵜戸神宮本殿」で詳述。
- お乳岩・お乳水 - 本殿裏にある乳房に似た2つの突起で、豊玉姫が綿津見国へ去る時、御子の育児のために左の乳房をくっつけたものと伝え[2]、主祭神はそこから滴り落ちる「お乳水」で作った飴（おちちあめ）を母乳代わりにしたという[2]。現在も安産や育児を願う人々から信仰されている[2]。
- 亀石 - 本殿前にある霊石で、豊玉姫が海神宮（わたつみのみや）から来訪する際に乗った亀が石と化したものと伝える。石頂に枡形の穴が開くことから「枡形岩」とも呼ばれ、その穴に男性は左手、女性は右手で願いを込めた「運玉」を投げ入れることで願いがかなうといわれている[3]。
かつては貨幣を投げ入れる風習であったが、1952年（昭和27年）頃、落ちたお金を求め崖を降り磯に出る子がいて問題になった。このため、賽銭に替わるものをと鵜戸小学校、鵜戸神官ともに試行錯誤した結果、1954年（昭和29年）から鵜戸小学校の児童らによって作られる、粘土を丸め運の文字を押した素焼きの「運玉」が使われることとなった[4]。
- 御船石
- 二柱岩
- 社務所
- 別棟墓地 - 神仏習合時代の別当寺の初代などの墓がある。文化財の項・宮崎県指定文化財「鵜戸山別当墓地並びに墓」で詳述。
- 磨崖仏 - 閻魔王、四天王像が刻まれている。文化財の項・日南市指定文化財「鵜戸山の磨崖仏」で詳述。
- 吾平山陵（御陵） - 境内の速日峯（はやひのみね）山上にある前方後円墳で、主祭神の陵墓と伝わり、1896年（明治29年）に鵜戸陵墓参考地とされ、現在は宮内庁が所管している。なお、当宮北西2.5キロメートルに鎮座する宮浦神社（大字宮浦688）には、主祭神の妃神である玉依姫の陵墓と伝える円墳（鵜戸古墳）がある。
- 境内社（境内社で詳述）
- ヘゴ自生地 - ヘゴ自生北限地帯のひとつ。文化財の項・天然記念物（国指定）「ヘゴ自生北限地帯」で詳述。
- 潮干瓊（しおひるたま）・潮満瓊（しおみつたま） - 日本神話の山幸海幸神話に登場する宝玉で、神宝として伝わっている。
- 念流・陰流発祥の地 - 南北朝時代に念阿弥慈恩が、室町時代に日向守愛洲移香が、それぞれ鵜戸の洞窟に籠もり剣術修行に励んだと伝える。特に後者は、満願日の早朝、目の前を横切る影を相手に新剣法を会得したためにこれを「陰流」と名付けたといい、その影は秘奥を悟らせるために神が憑依した猿のもので、こうして生まれた陰流が、新陰流などの流派の祖となったとされる。
- 筑前琵琶・薩摩琵琶 - 当地に発祥すると伝え、『薩摩琵琶淵源録』に、欽明天皇の時代、11歳で鵜戸の岩窟に流された祐教礼師が、琵琶および読弾と地神陀羅尼経を習い、これを九州各地の盲僧に伝えたと記す。

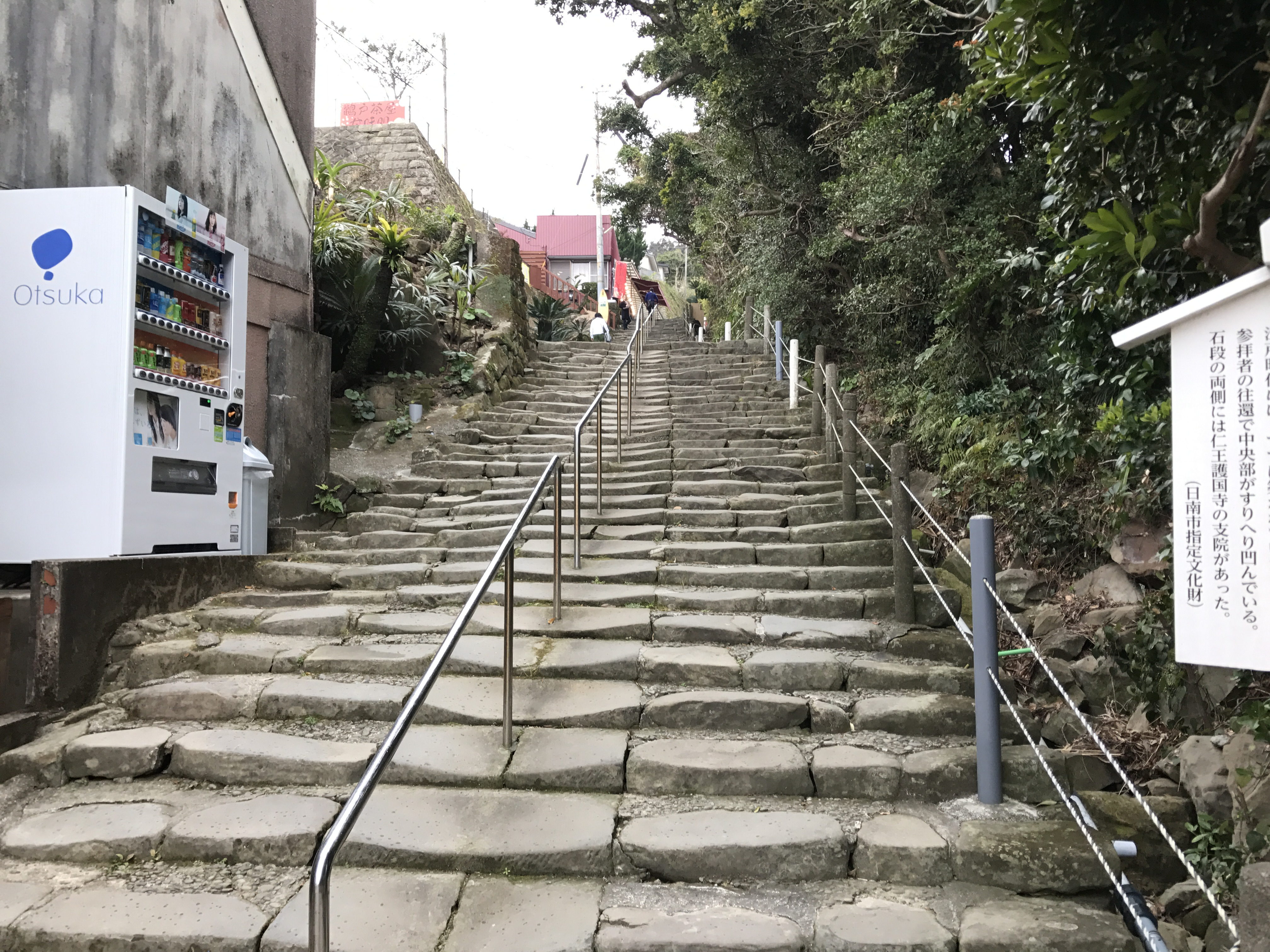
八丁坂参道
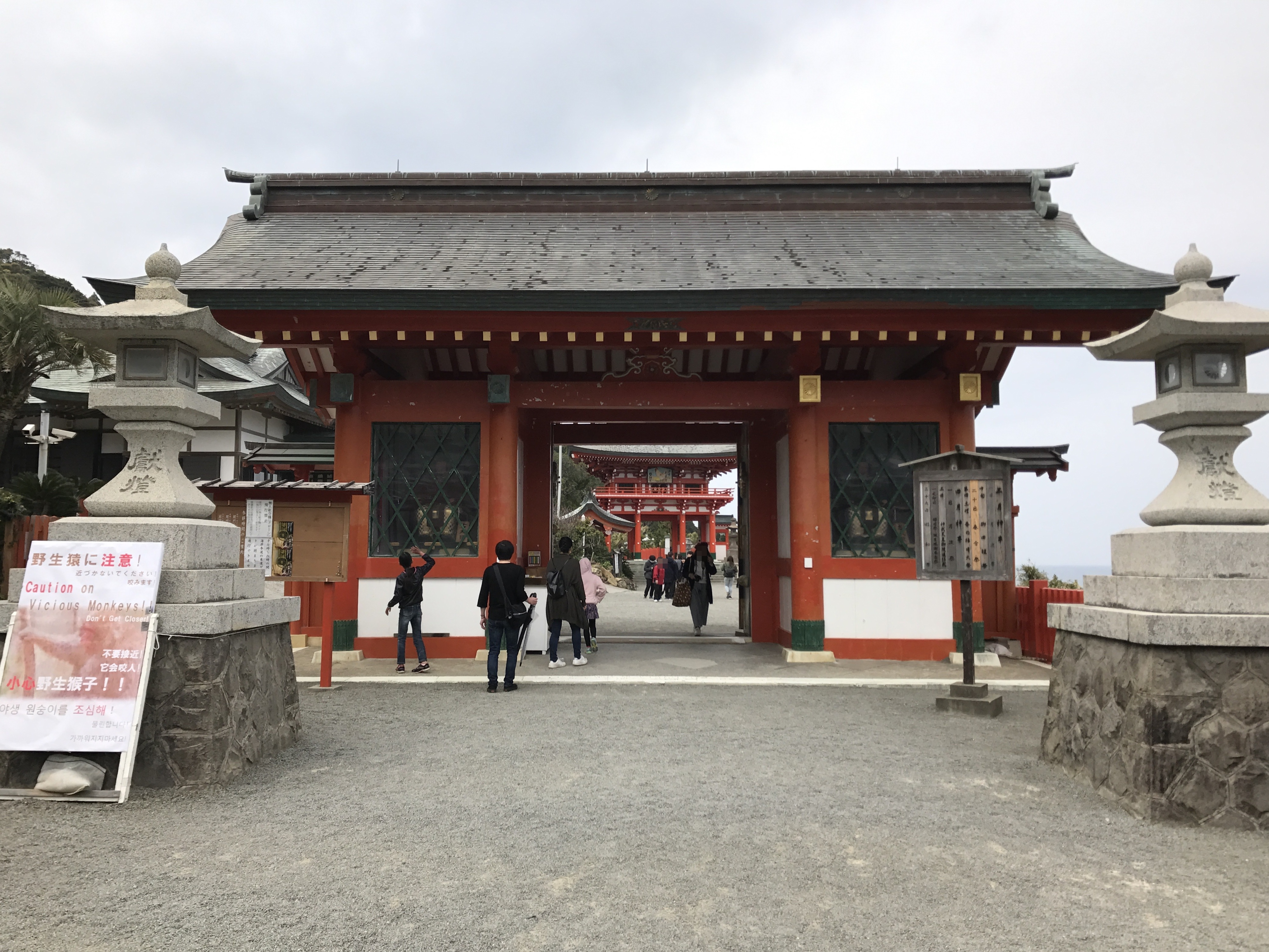
神門
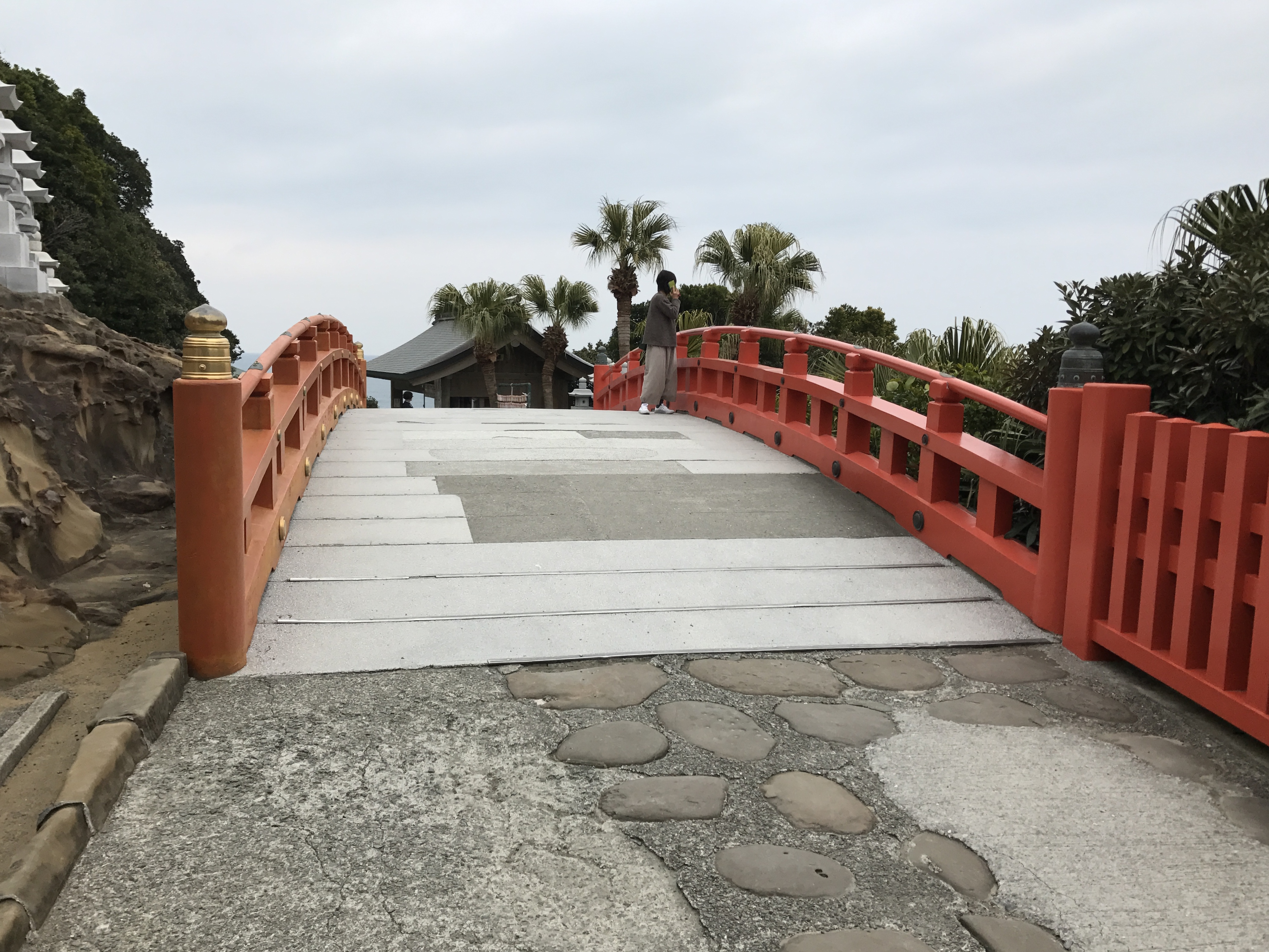
千鳥橋
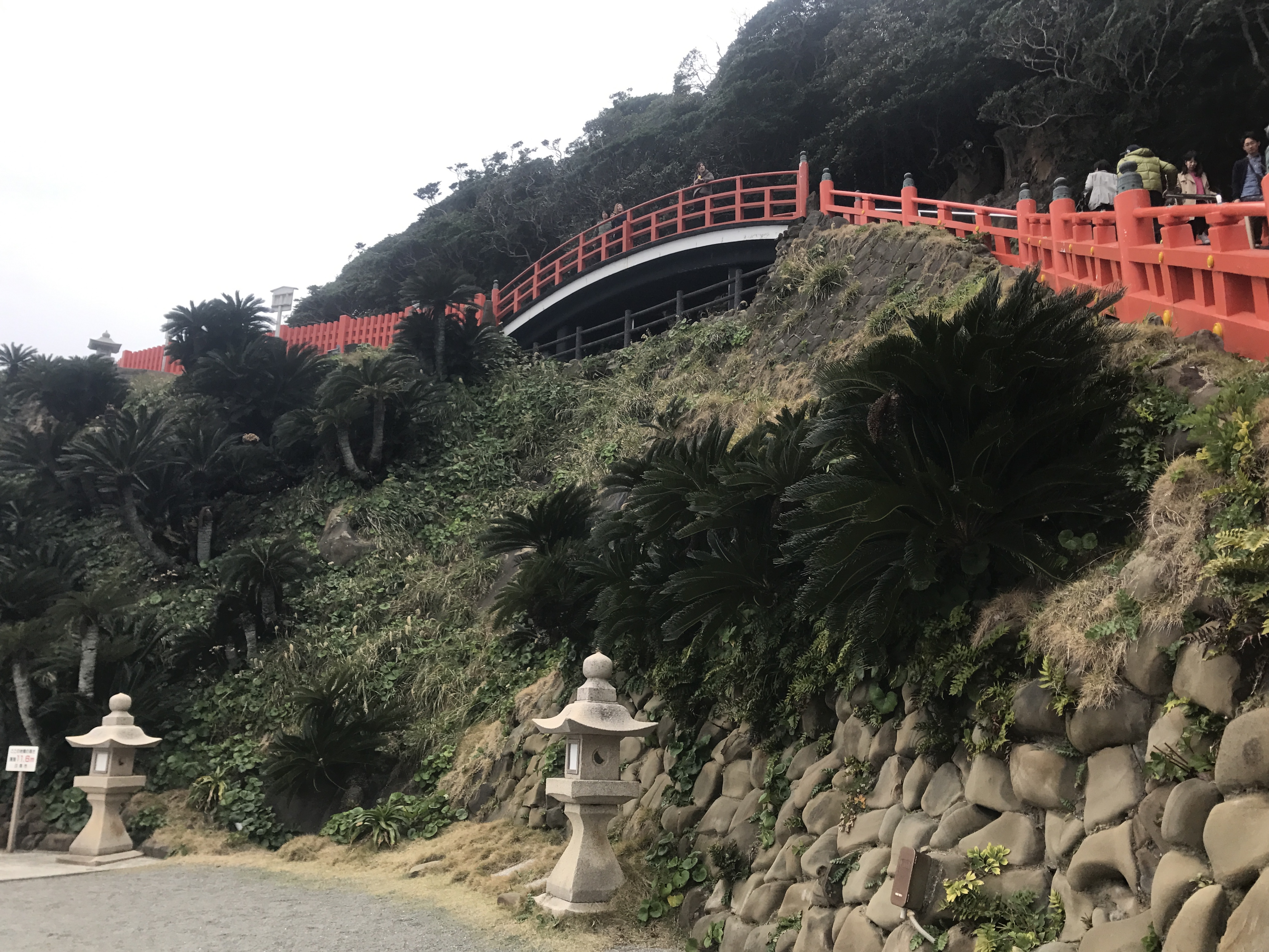
玉橋
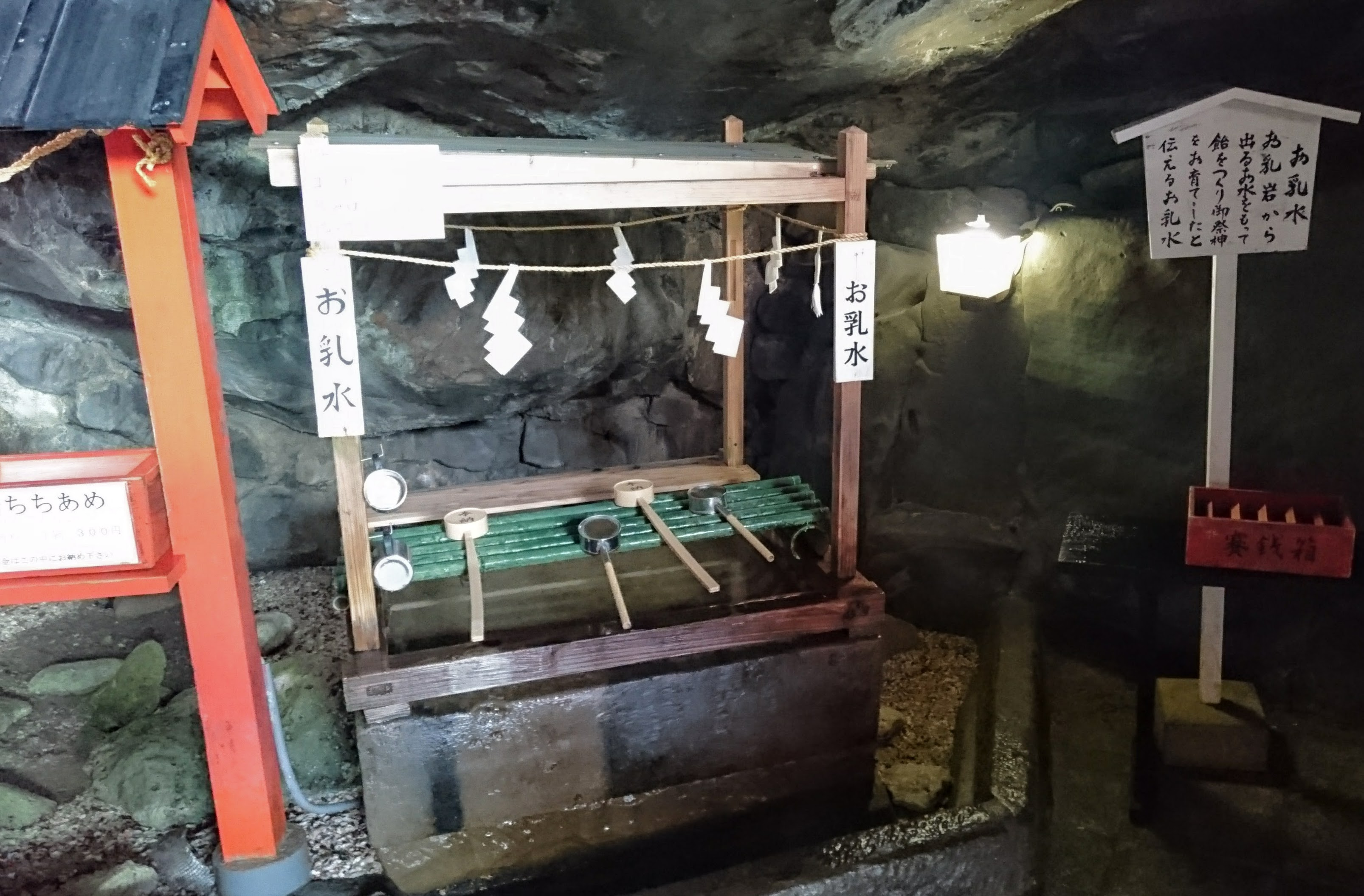
お乳水
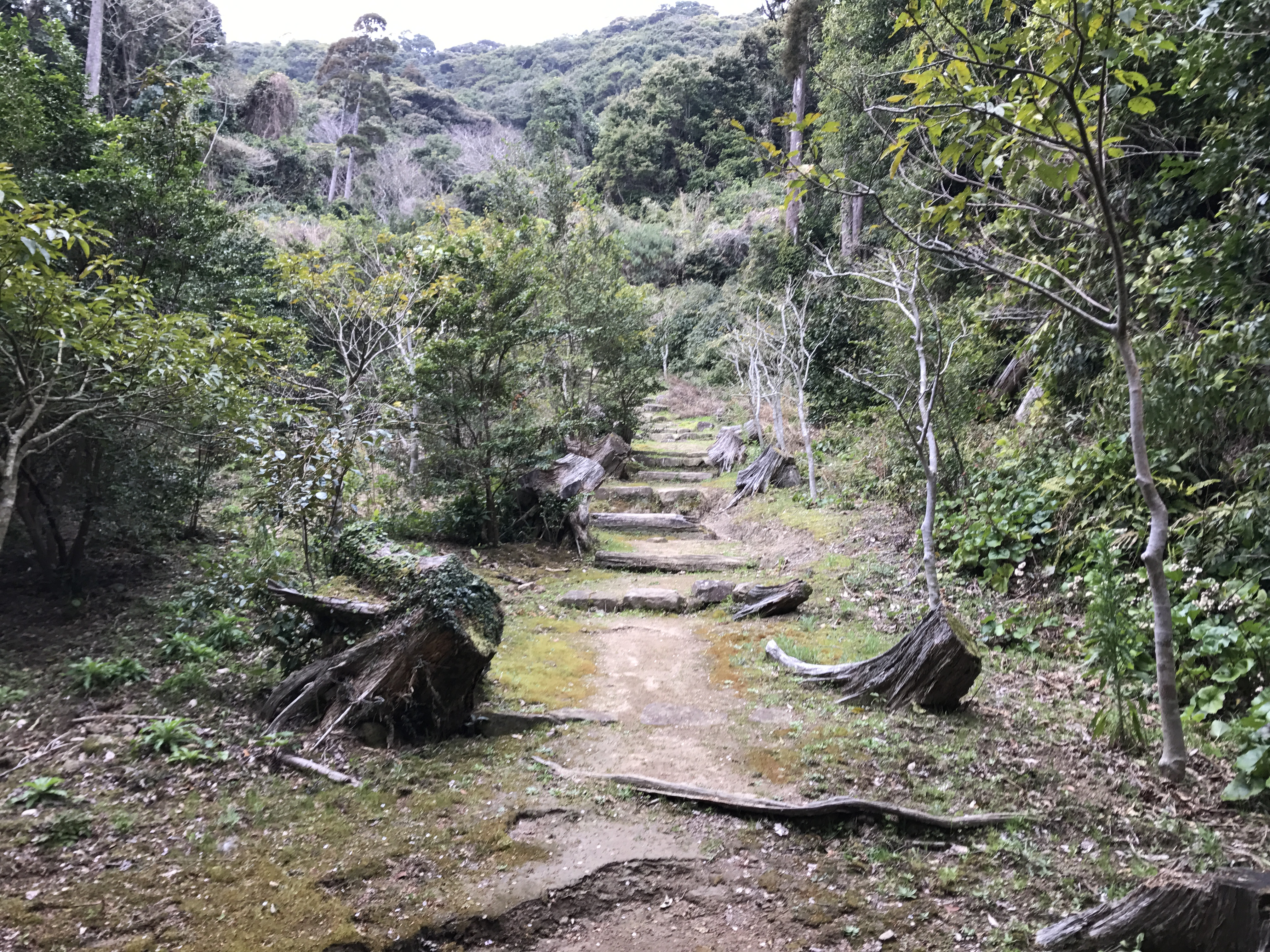
吾平山上陵への参道

## 境内社
本殿のある洞窟内境内社
- 皇子神社 - 本殿左側に鎮座し、彦五瀬命（ひこいつせのみこと）を祀る。もと吹毛井（ふけい）の船形山（ふながたやま）に鎮座し、明治維新後現在地に遷座したという。なお、1977年（昭和52年）に旧社地にも分霊、復祀している
- 住吉神社・火産霊神社・福智神社 - 3社が1宇に鎮座。祭神は底筒男神・中筒男神・上筒男神（住吉社）、火産霊神（火産霊社）、仁徳天皇（福智社）
- 九柱神社 - 神直毘神・大直毘神・伊豆能売神・底筒男神・中筒男神・上筒男神・底津綿積神・中津綿積神・上津綿積神を祀る

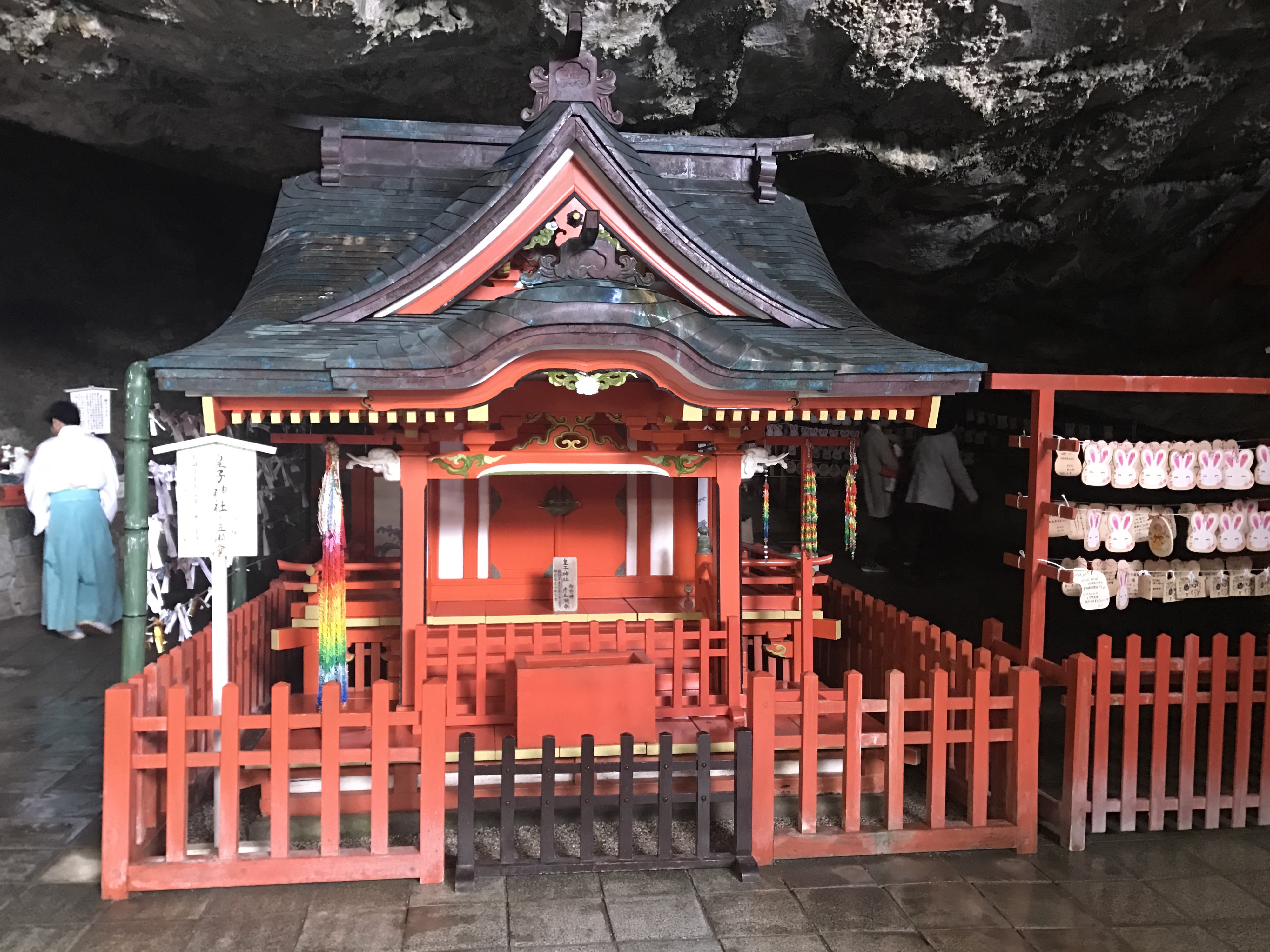
皇子神社
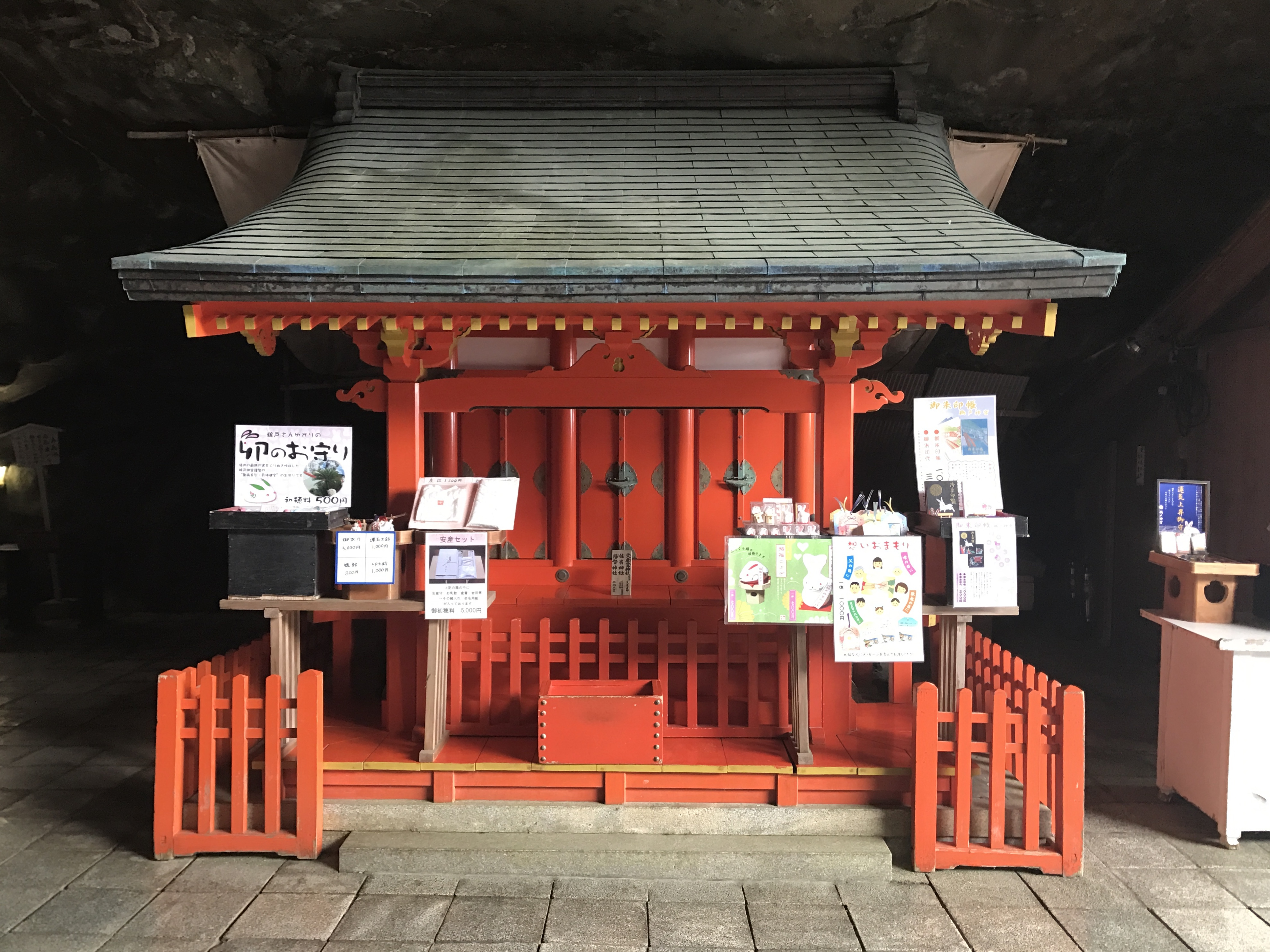
住吉神社・火産霊神社・福智神社
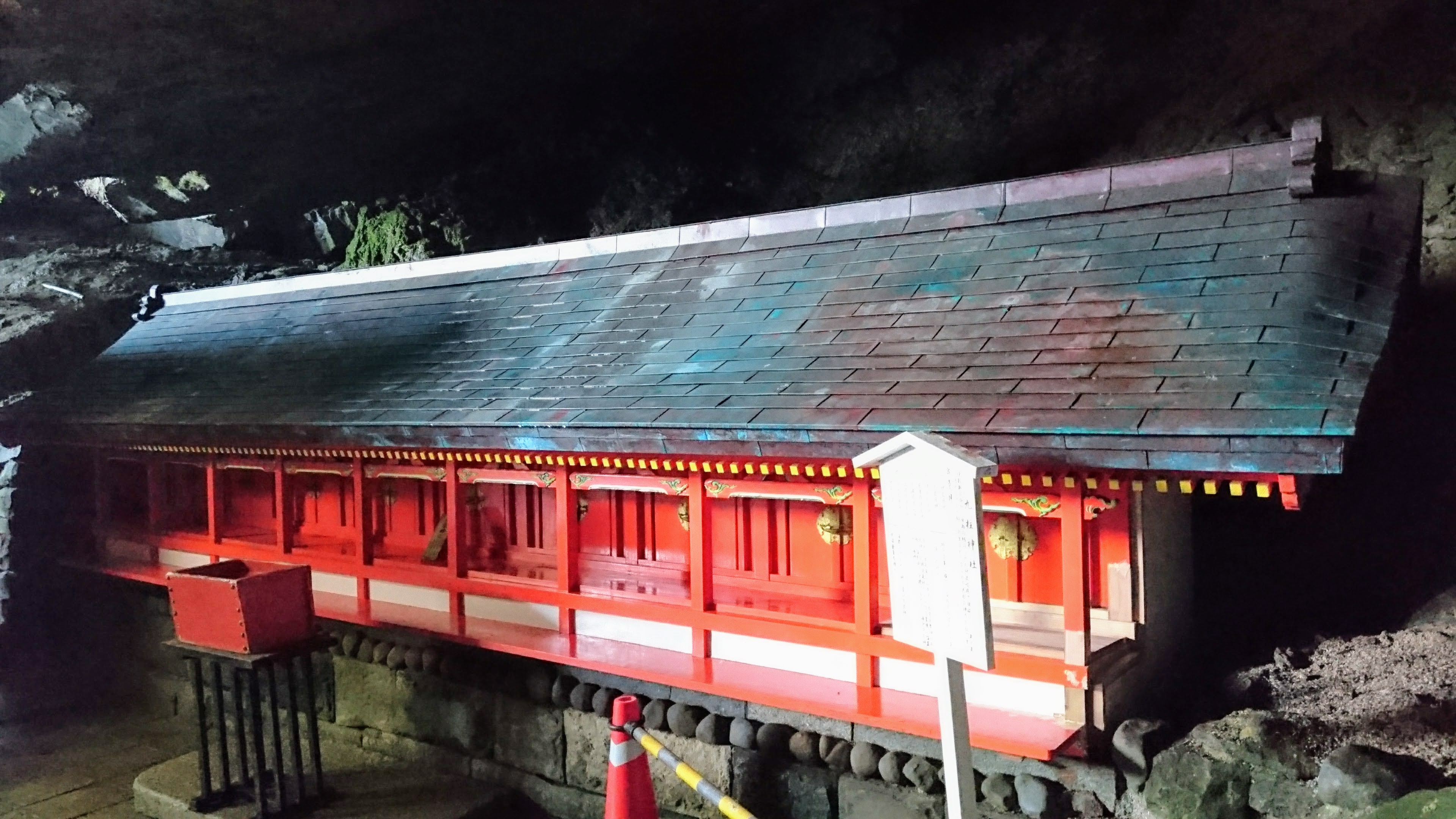
九柱（ここのはしら）神社

洞窟外境内社
- 門守社（楼門左右。左に櫛磐窓神、右に豊磐窓神を祀る）
- 鵜戸稲荷神社
- 波切神社（波切不動）
- 恵比寿神社

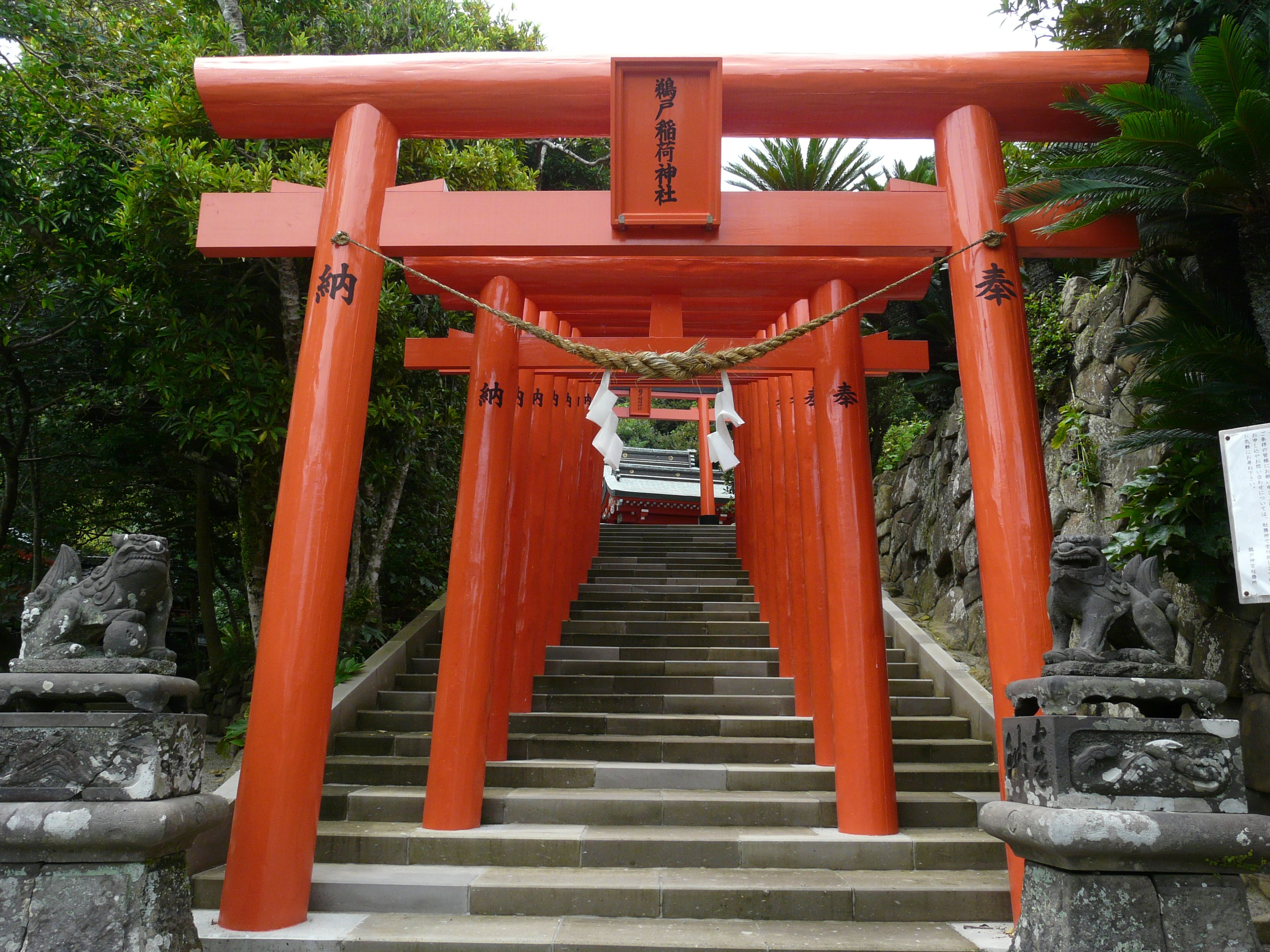
鵜戸稲荷神社鳥居
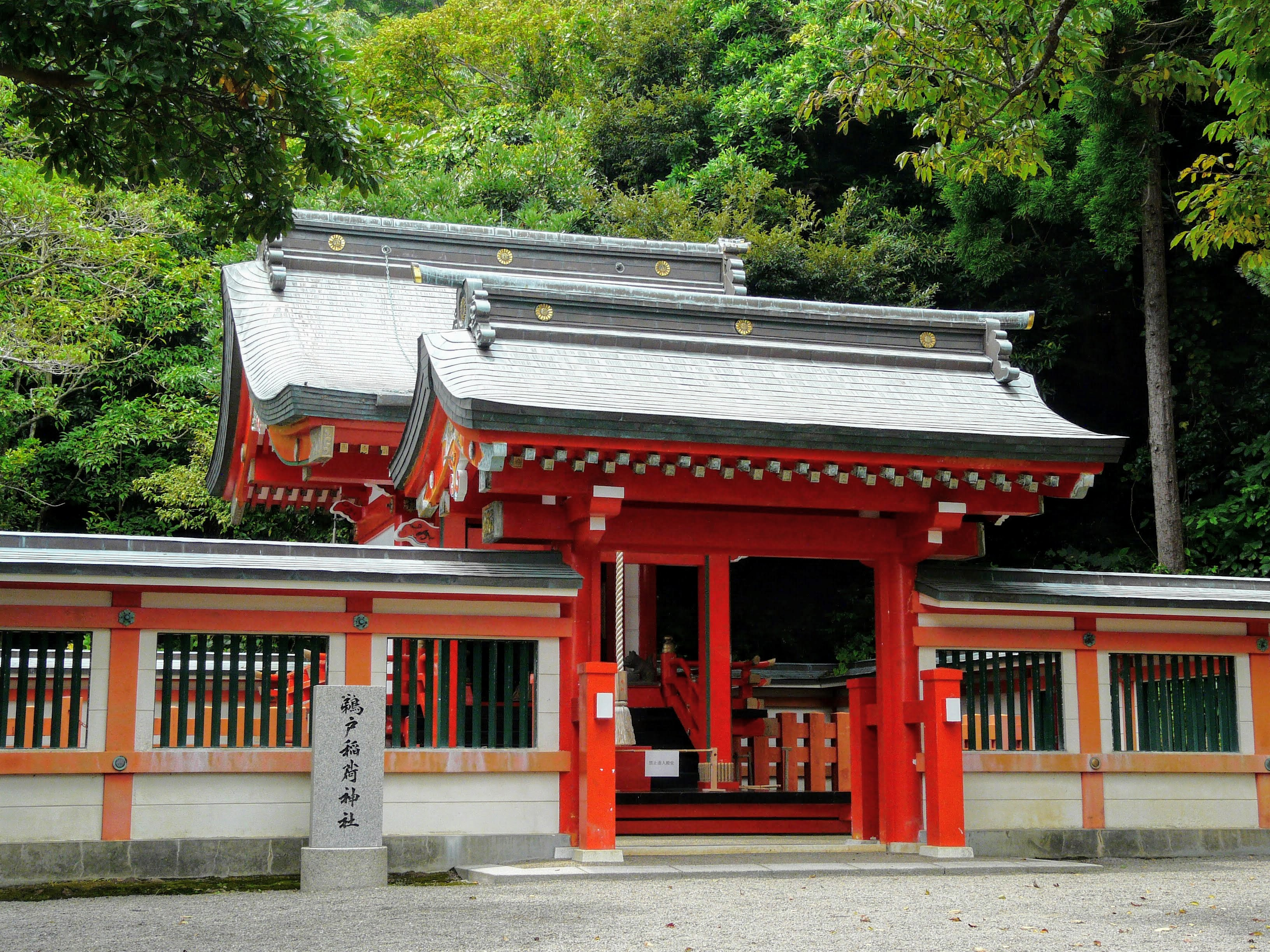
鵜戸稲荷神社
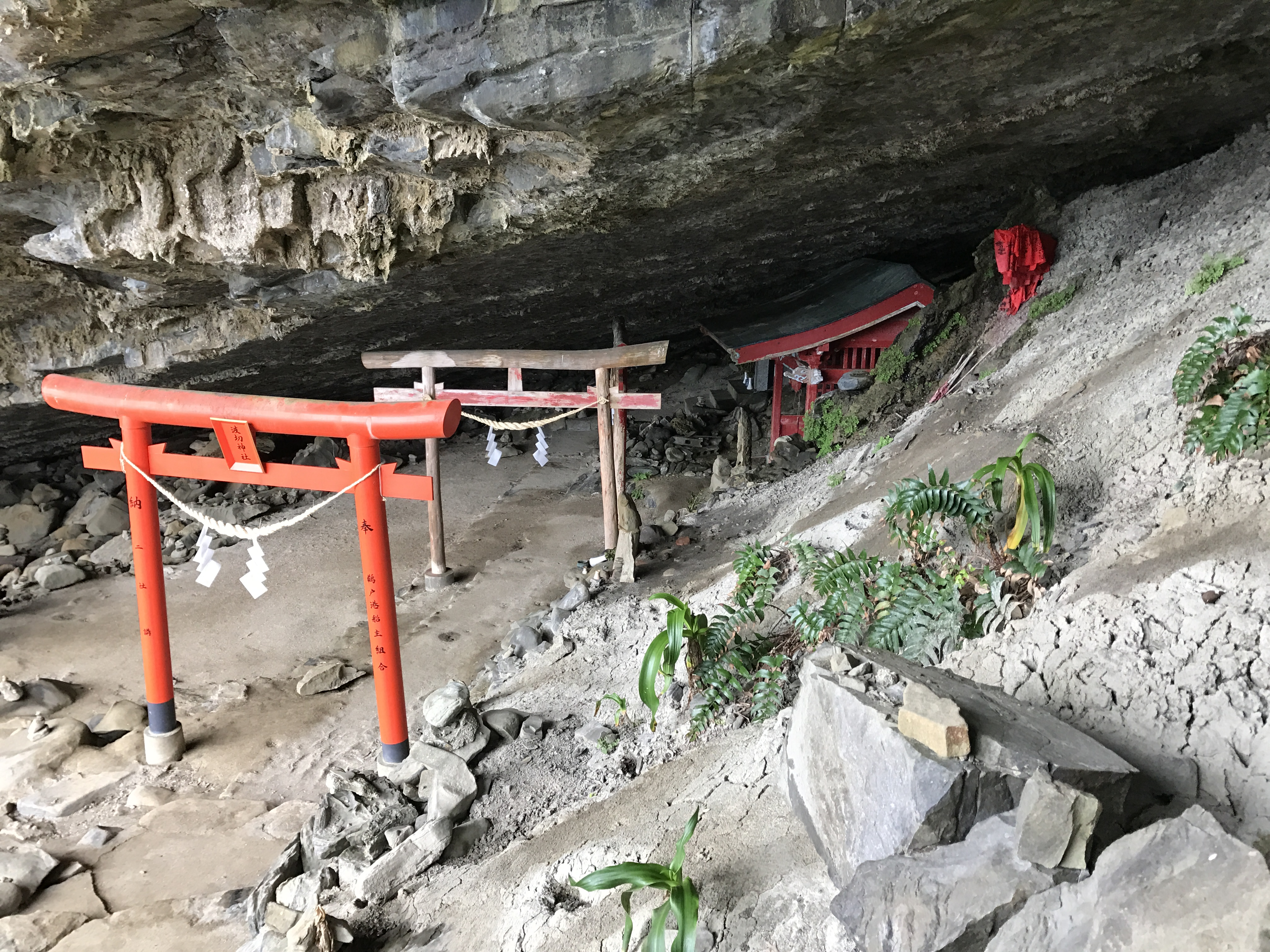
浪切神社
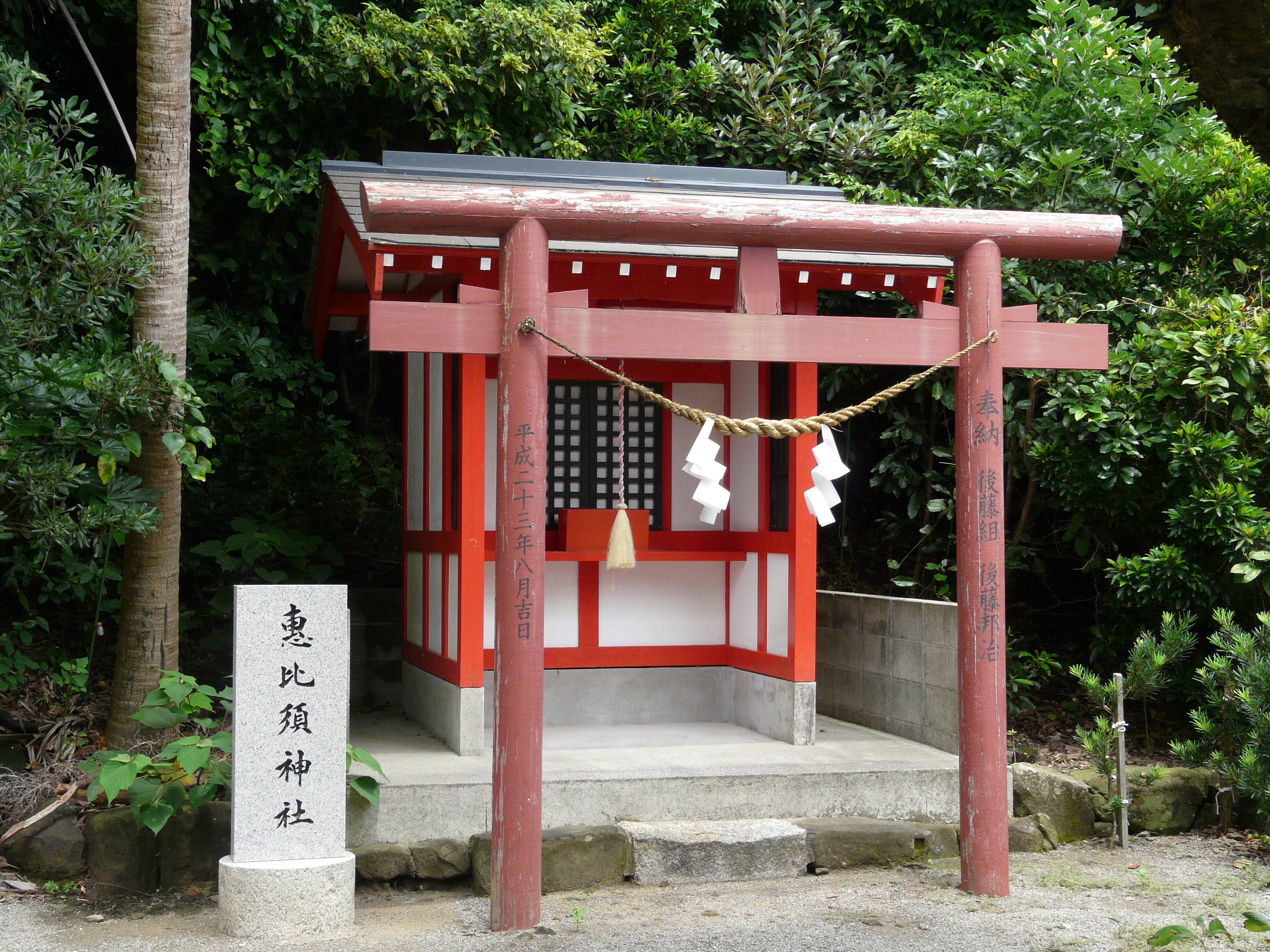
恵比寿神社

## 文化財

### 天然記念物（国指定）
- ヘゴ自生北限地帯

「ヘゴ自生北限地帯」は東京都（八丈島）長崎県（五島市）鹿児島県（肝属郡南大隅町、南さつま市、薩摩川内市）、宮崎県（日南市）の1都3県にわたって指定されているが、当宮の社叢は1968年（昭和43年）に天然記念物に追加指定されたものである。
当宮の社叢は亜熱帯性の樹種が豊富な自然林であるが、中でも本殿裏の窪地にあるヘゴの群落は、2mもある葉が八方に広がり、中には高さ4mに達するものもある。1976年（昭和51年）に寒波の打撃を受け、現在は1m未満の小型のものが30本ほど自生しているにすぎない。

### 名勝（国指定）
- 鵜戸

指定年月日：2017年（平成29年）10月13日。当社敷地を含む1588634.88 平方メートルの鵜戸の海岸が指定されている。指定地の海岸は、今から約1200万年前から600万年前にかけて堆積した砂岩と泥岩が交互に繰り返す互層が日向灘に面し、それらが波の浸食を受けて形成された海食洞や波食棚、刻み目、くぼみが随所に見られる。鵜戸崎の南面は、波食棚になっており、鵜戸千畳敷（鬼の洗濯板）と呼ばれている。それらは景勝地としてでなく、古くから信仰の場にもなり、特徴的な地形及び地質により形成された風致景観の観賞上の価値が高く、名勝に指定されている。

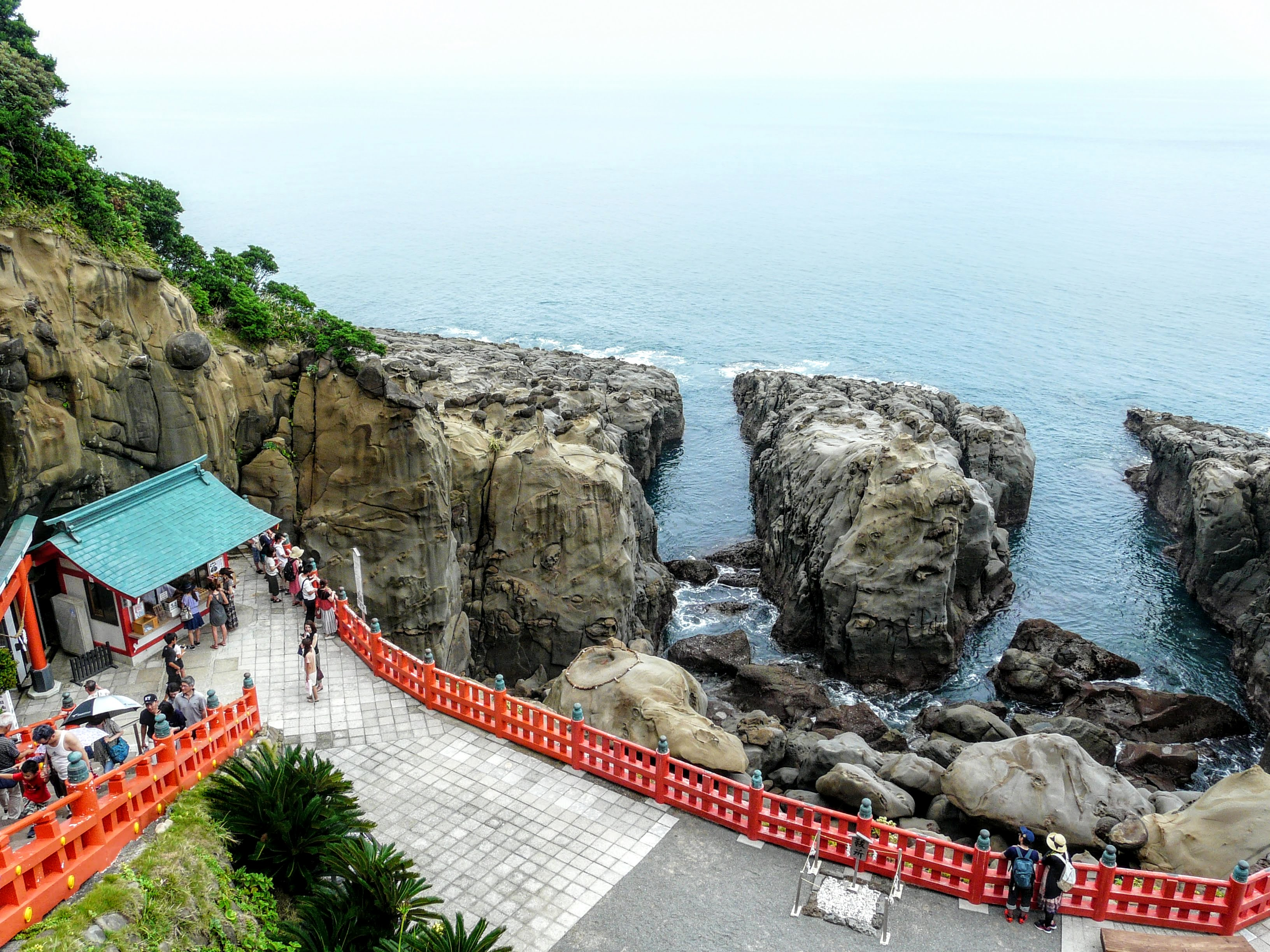
海蝕による切れ込みが見られる
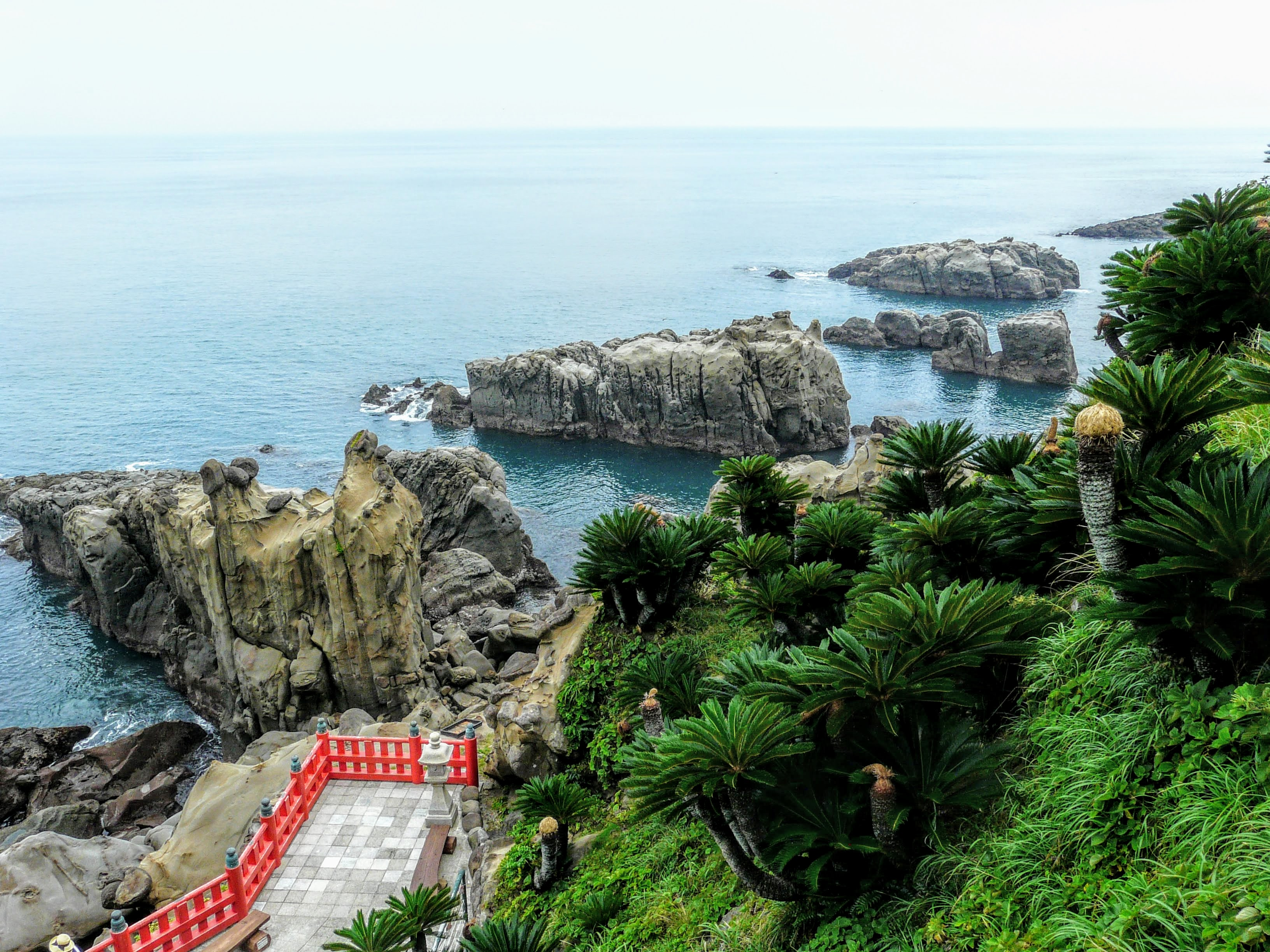
境内からの海岸線の眺め。
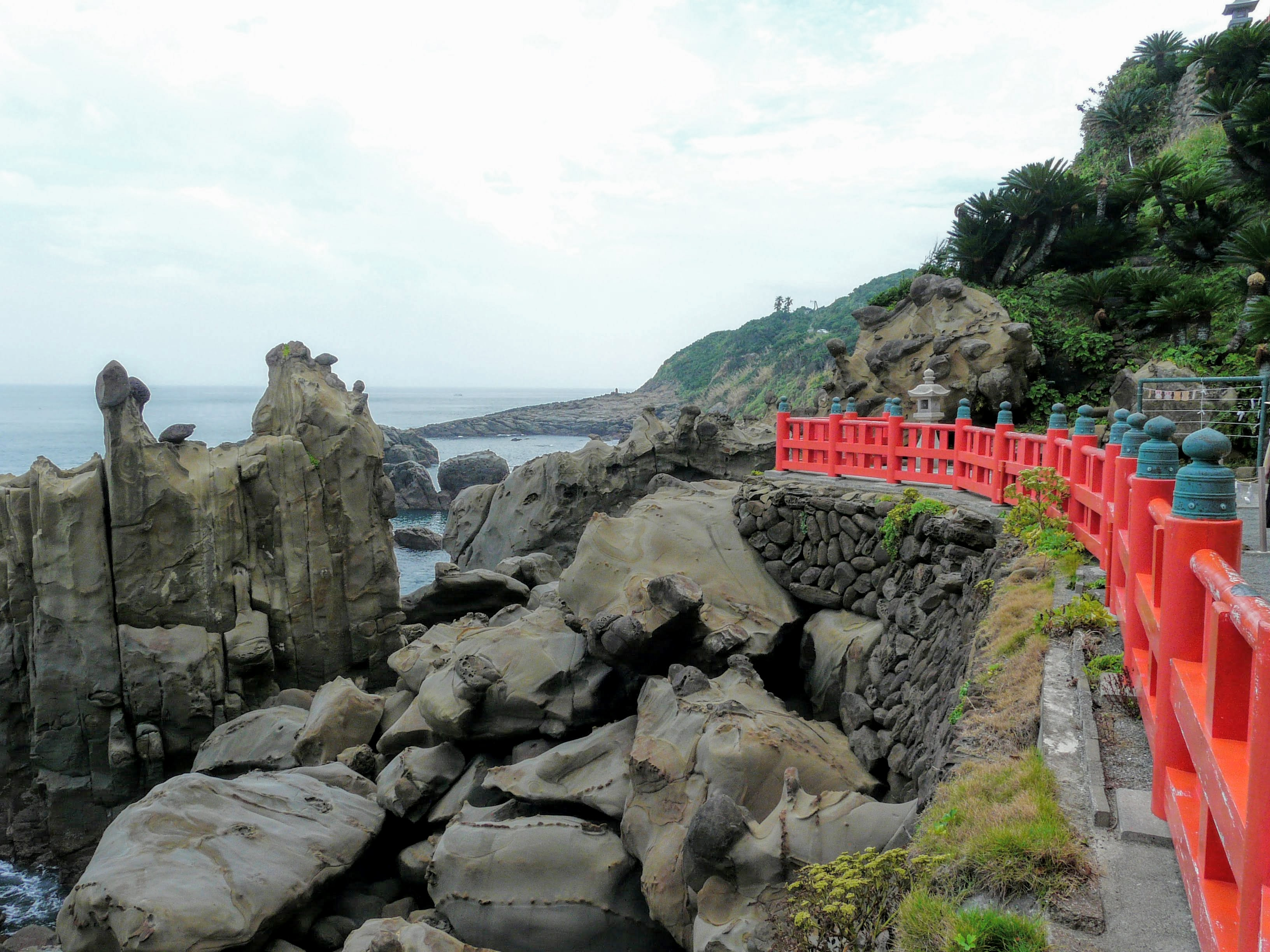
海蝕を受けた巨石群。

### 宮崎県指定文化財
有形文化財
- 鵜戸神宮本殿

指定年月日：1995年（平成7年）3月23日。
本殿・幣殿・拝殿が1体となった権現造（八棟造）こけら葺で、極彩色を施す。拝殿には千鳥破風と唐破風を飾る。1711年（正徳元年）に飫肥藩主伊東祐実が改築したものを、1890年（明治23年）に大改修し、その後1967年（昭和42年）、1997年（平成9年）にも改修が行われた。幾度の改修を経たとはいえ、その様式は往時のままであり、文化的価値が高く県の有形文化財に指定された。
天然記念物
- 鵜戸千畳敷奇岩

指定年月日：1933年（昭和8年）12月5日。鵜戸崎の南面にあり、約1000万年から100万年前にかけて砂岩と泥岩が交互に堆積した地層（新第三系宮崎層群）が10度から20度の傾斜角で海面に露出する隆起海床で、長い年月にわたって激しい波浪や風雨に浸食された奇形波蝕痕であることから、「鬼の洗濯岩（板）」と通称される。

### 日南市指定有形文化財
建造物
- 鵜戸山別当墓地並びに墓[9]。

八丁坂の最高所に位置し、別当鵜戸山仁王護国寺初代の快久をはじめ、代々の別当や社僧の墓がある。1981年（昭和56年）に桓武天皇延暦中興1200年を記念して整備された。
- 鵜戸山石灯籠のうち紙開発灯籠1対[9]。

楼門の前に立つ。楮栽培および和紙の開発を計画した飫肥藩が、大坂の両替商油屋・善兵衛に資金を提供させ、飫肥藩内で和紙を生産し善兵衛が大阪で販売した。その事業の成功を祈念し天保3年（1832年）に善兵衛が奉納したもの。
- 鵜戸山八丁坂[9]。

吹毛井の港から神門まで八丁（約870メートル）の長さにわたる石段参道で、登り438段、下り377段ある。延暦年中（782 - 806年）に1人の尼僧が近くの海岸の磯石を頭に担いで築いたと伝わり、約200年前に再造成された。
彫刻
- 鵜戸山の磨崖仏[9]。

1970年（昭和45年）指定。閻魔王や四天王像を表した磨崖仏。仁王護国寺第47世別当・隆岳が明和元年（1764年）から翌2年（1765年）にかけて仏師・延寿院に彫刻させたもので、当時は仁王護国寺の守護仏として極彩色が施されていた。近くに護摩堂も建立されており、鵜戸山修験者の道場であったと考えられている。

## 交通
- 宮崎空港から2時間に1本直通バスがある
- 日豊本線宮崎駅から宮崎交通バス日南線、鵜戸神宮前下車